# Otter (dier)
De otter (Lutra lutra), ook Europese otter of visotter genoemd, is een marterachtig zoogdier. Het is de soort met het grootste verspreidingsgebied van de otterfamilie. Het dier eet vooral vis, maar jaagt ook op amfibieën, schaaldieren, kleine zoogdieren, vogels en reptielen. Bestaande populaties van deze semi-aquatische marterachtige komen voor in een grote verscheidenheid aan zoetwater- en mariene habitats in Azië, Europa en delen van Noord-Afrika. Ondanks de grote verspreiding heeft het verlies van leefgebieden geleid tot afnemende populaties, vooral in Azië, en de soort staat momenteel op de lijst van de International Union for Conservation and Nature and Natural Resources vermeld als “gevoelig”.

## Kenmerken

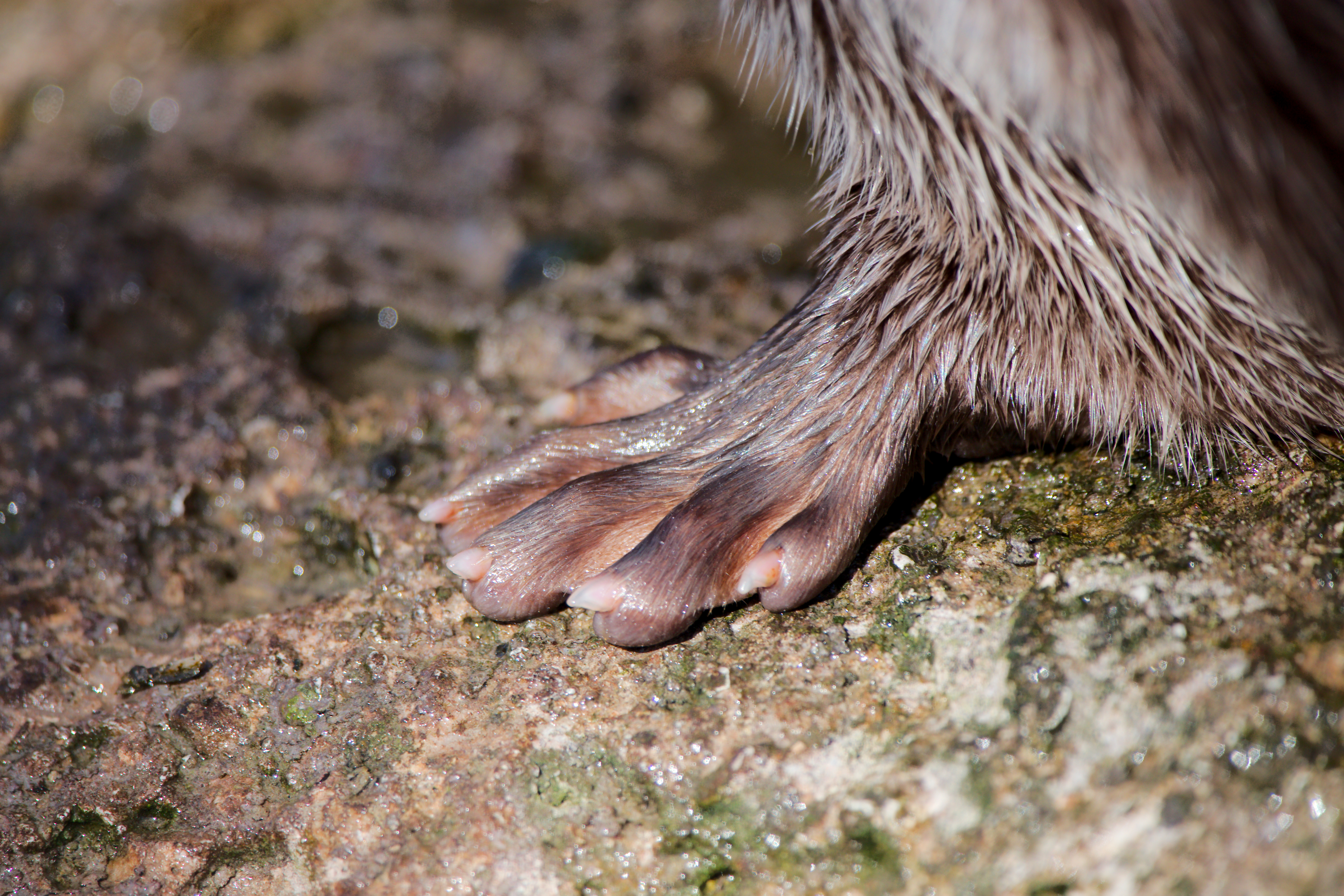
ottervoet

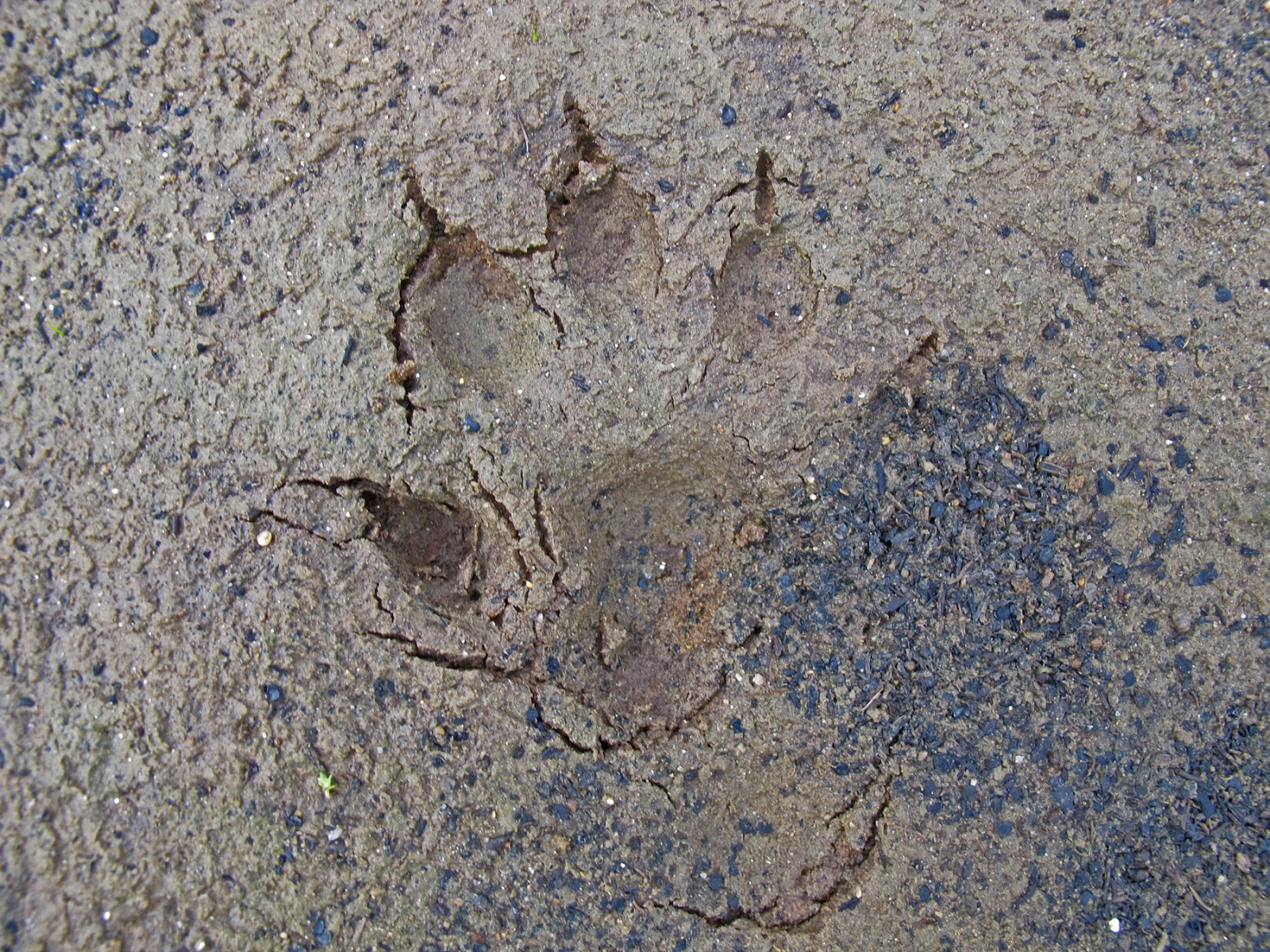
voetafdruk

Een volwassen otter is 80 tot 140 centimeter lang, inclusief de staart van 30 tot 50 centimeter lengte. Het gewicht varieert tussen de 5 en 12 kilo en de schouderhoogte is gemiddeld 30 centimeter. Vrouwtjes zijn meestal kleiner dan mannetjes. Mannetjes hebben een kop-romplengte van 60 tot 90 centimeter, een staartlengte van 36 tot 47 centimeter en een lichaamsgewicht van 6 tot 17 kilogram. Vrouwtjes hebben een kop-romplengte van 60 tot 70 centimeter, een staartlengte van 35 tot 42 centimeter en een gewicht van 6 tot 12 kilogram.
De otter lijkt op andere ottersoorten doordat hij een brede, ronde kop heeft met snorharen en zwemvliezen die half zo lang zijn als de tenen. Zijn lichaam is langwerpig en eindigt in een lange, in doorsnede ovaalronde staart met een kegelvormige punt. De vacht is dicht en donkerbruin maar lichter aan de buikzijde, bestaat uit een waterdichte buitenste laag van dekharen en een luchthoudende binnenste laag van dicht opeen geplante donsharen, die onder water droog blijft. De dekharen drogen vrij snel, en hechten uit het water aan elkaar. Voor de otter, die nauwelijks over onderhuids vetweefsel beschikt, is deze waterdichtheid van groot belang om in het water op temperatuur te blijven. Een optimale conditie van de vacht voorkomt onderkoeling tijdens het jagen onder water. Vanwege de grote geografische verspreiding is de variatie binnen de soort aanzienlijk. Populaties die in Azië leven hebben korter haar en lichter gekleurde vacht met een paar lichte vlekken bij de keel dan elders. Met zijn gestroomlijnde lichaam is het dier goed aangepast aan het leven in het water. De ogen en de kleine afsluitbare oren en neusgaten liggen op één lijn boven op de platte kop, waardoor ze boven water blijven als het dier aan het wateroppervlak zwemt. De otter heeft tussen de tenen van alle vier de korte krachtige poten.

### Anatomie

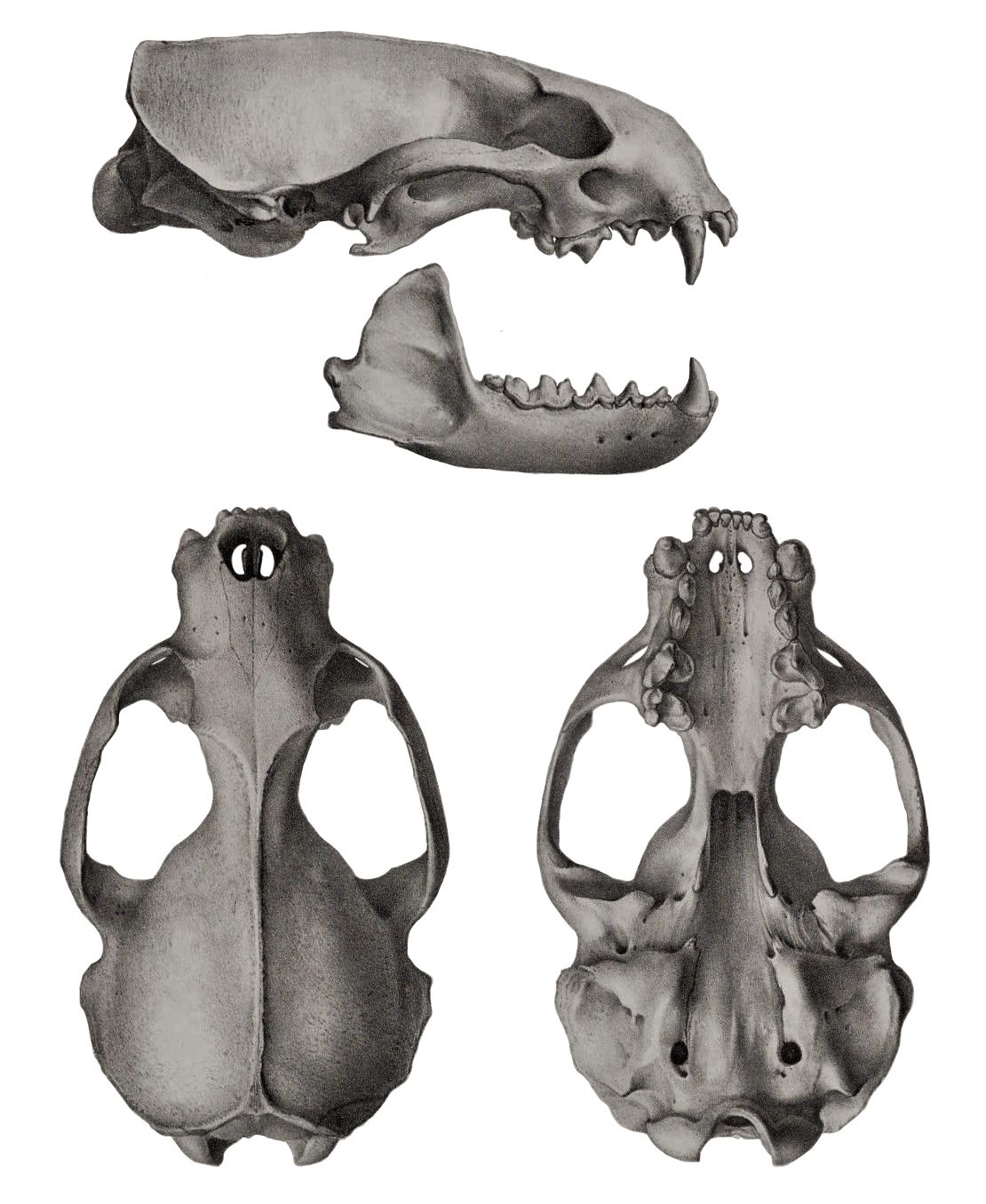
tekening schedel van een otter

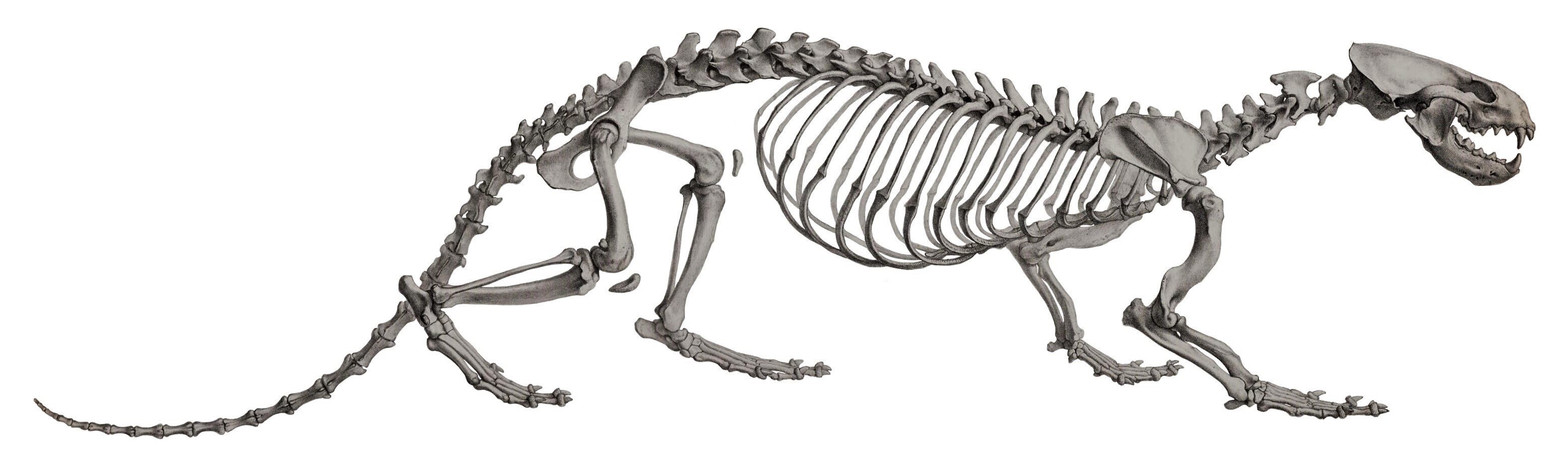
tekening skelet van een otter

De lengte van de schedel van volwassen otters varieert tussen 10,6 en 12,4 cm. De maximale breedte tussen de jukbogen is 6,6 tot 8,15 cm, en van de hersenpan 4,6 tot 5,6 cm. De hoogte van de schedel afgezien van de kam op het midden wisselt van 3,25 tot 3,8 cm. De lengte van de tandrij in de bovenkaak (hoektand tot achterste ware kies) 3,25 en 3,95 cm en in de onderkaak 3,85 en 4,8 cm. De tandformule van de volwassen dieren is 3.1.4.13.1.3.2 × 2 = 36, dat wil zeggen drie snijtanden, een hoektand, vier valse kiezen en een ware kies in elke helft van de bovenkaak, en drie snijtanden, een hoektand, drie valse kiezen en twee ware kiezen in elke helft van de onderkaak. De gemiddelde maximale maten van de bovenste knipkies (dat is de achterste valse kies in bovenkaak) gemeten bij zeven dieren zijn 10,9 mm lang, 8,0 mm breed, buitenste knipblad 5,8 mm lang en binnenste knipblad 6,3 mm lang. Voor de onderste knipkies (dat is de voorste ware kies in onderkaak) 12,5 mm lang en 5,6 mm breed, terwijl het buitenste knipblad 5,3 mm lang is. De kracht waarmee de otter kan bijten worden geschat op 148 N met de hoektanden en 216 N met de knipkiezen.

## Taxonomie

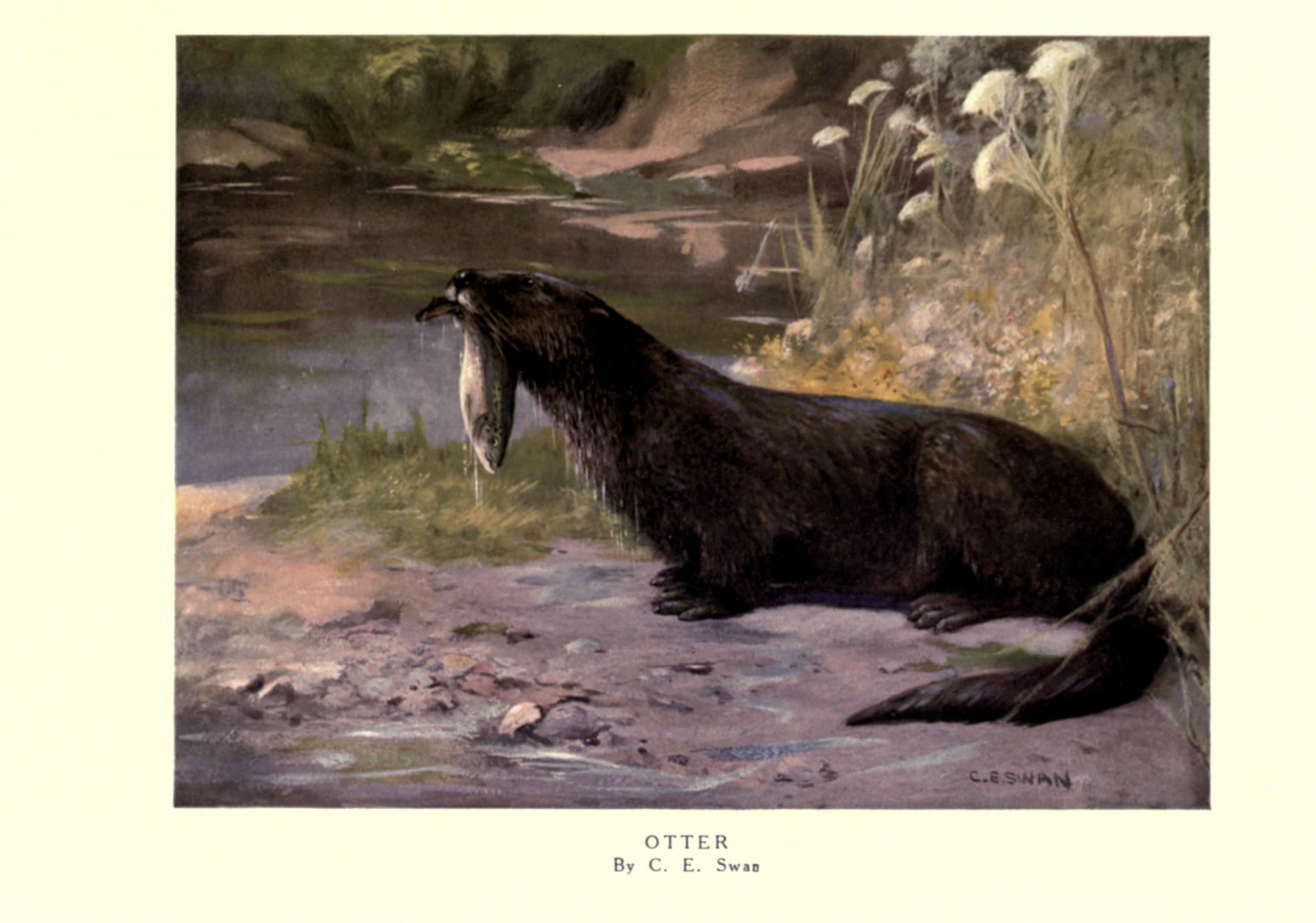
illustratie van Cuthbert E. Swan uit The wild beasts of the world door Frank Finn (1909)

De wetenschappelijke naam van de otter werd gepubliceerd in 1758 door Carl Linnaeus in deel 1 (dierkunde) van de tiende editie van Systema naturae, het boek dat geldt als beginpunt van de zoölogische nomenclatuur. Hij noemde de soort Mustela lutra, en baseerde de beschrijving op exemplaren uit de omgeving van Upsala in Zweden. In 1777 plaatste Johann Christian Polycarp Erxleben de otter in een eigen geslacht, en hij noemde de soort Lutra vulgaris. Hij vermelde daarbij dat de soort voorkomt in Europae atque Asiae Americaeque borealis aquis dulcibus, fluuiis, stagnis, piscinis, non in mari. Est quoque in Persia (Europa, Azië en Noord-Amerika, bij stromend en stilstaand zoet water en in visvijvers, maar niet in zee. Is ook in Perzië). Robert Kerr gaf in 1792 de naam Mustela lutra piscatoria.
William Elford Leach stelde de naam Lutra fluviatilis voor in 1816. In 1823 beschreef Frédéric Cuvier zowel Lutra barang van Java en Sumatra, als Lutra nair uit Pondicherry (India). De otter die in Scandinavië ook voorkomt aan de kust werd in 1827 door Gustaf Johan Billberg onderscheiden als Lutra vulgaris marinus. In het postuum in 1831 uitgegeven deel 3 van het boek Zoographia Rosso-Asiatica: sistens omnium animalium in extenso deelde Peter Simon Pallas de otter in bij de civetkatten en gaf die de naam Viverra lutra. In 1834 werd postuum een boek over de zoogdieren van Scandinavië uitgegeven van Hans Bochmann Melchior die daarin Lutra nudipes onderscheidde. William Ogilby meende dat een vorm van de otter die in Ierland voorkomt voldoende afwijkt en gaf die de naam Lutra roensis in 1834. In 1837 vond John Edward Gray otters uit China en nabij Bombay zodanig afwijkend dat hij ze als afzonderlijke soorten beschouwde en hij gaf ze de namen Lutra chinensis en Lutra indica. Brian Houghton Hodgson beschreef in 1839 twee otters uit Nepal die hij Lutra monticolus nobis en Lutra auro-brunneus nobis noemde. In 1844 beschreef Hans Schinz een otter uit Kashmir en noemde die Lutra kutab. Thomas Horsfield beschreef in 1851 een otter die voorkomt op Sumatra en Borneo als Lutra simung. In 1855 beschreef Hodgson een vorm van de uitlopers van de Himalaya als Lutra sinensis. Gray beschreef in 1865 een otter uit Nepal onder de naam Barangia nepalensis, en in 1867 een uit Japan als Lutonectes whiteleyi, om daar vervolgens in 1869 een spelfout in te maken als Leutronectes whiteleyi. Fernand Lataste beschreef in 1885 een otter uit Algerije onder de naam Lutra angustifrons, die hij vergeleek met de otter uit Europa die hij de naam Lutra lutra gaf, de eerste keer dat de huidige naamcombinatie gebruikt wordt.
Alfred Nehring beschreef in 1887 een exemplaar uit Japan onder de naam Lutra japonica. In 1906 beschreef Paul Matschie een exemplaar dat hij had verzameld in de provindie Shaanxi (Hinganfu) tijdens een expeditie naar China en Tibet in de jaren 1901-1905 dat hij Lutra hanensis noemde.  Datzelfde jaar beschreef Ángel Cabrera Lutra lutra splendida, een ondersoort uit de omgeving van Essaouira in Marokko. Aleksei Andrejevitsj Bjalynitski-Birula gaf in 1912 de naam Lutra seistanica aan een exemplaar dat verzameld is in het Iraanse deel van de binnendelta van de rivier de Helmand, en in 1915 onderscheidde hij de ondersoort Lutra lutra oxiana uit het Pamir-gebergte. Hermann Pohle beschreef in zijn revisie van de otters uit 1920 Lutra intermedia van Sumatra en Lutra lutra ceylonica uit Sri Lanka. In 1922 publiceerde Benedykt Dybowski onderscheidde drie varianten van de otter: Lutra vulgaris var. amurensis uit de Amoer en Oessoeri, Lutra vulgaris var. baicalensis uit het Baikalmeer, en Lutra vulgaris var. kamtschatica van het schiereiland Kamtsjatka. Dieren verzameld in de omgeving van Teheran krijgen in 1931 van Sergej Ognjov de naam Lutra meridionalis. Edward Alphonso Goldman gaf in 1936 de naam Lutra stejnegeri aan een collectie uit de omgeving van Petropavlovsk op Kamtsjatka. In 1960 meende Sergei Uljanovitsj Stroganov dat een populatie uit de provincie Tjoemen in het zuiden van Siberië een eigen ondersoort vormt en noemde deze Lutra lutra borealis. In een publicatie over vogels en zoogdieren van Hainan uit 1983 beschrijven L. Xu en diens coauteurs Lutra hainana. In 1989 menen Y. Imaizumi en M. Yoshiyuki dat in Japan een eigen ottersoort voorkomt waaraan ze de naam Lutra nippon meegeven. Deze is inmiddels uitgestorven. Begin jaren '90 werd bij een vergelijking van mitochondriaal cytochroom b van otters uit Letland en China en een opgezette otter uit Japan vastgesteld dat de Japanse otter tot een aparte soort behoort. Volgens een onderzoek uit 2019 is er echter nog steeds veel controverse over de status van de Japanse otter.
Nancy Hung en Chris J. Law onderscheiden in hun monografie uit 2016 twaalf ondersoorten die met hun synoniemen hieronder staan opgesomd.
- Lutra lutra angustifrons (= splendida)
- Lutra lutra aurobrunnea (= auro-brunneus en nepalensis)
- Lutra lutra barang (= simung en intermedia)
- Lutra lutra chinensis (= hanensis en sinensis)
- Lutra lutra hainana
- Lutra lutra kutab
- Lutra lutra lutra (= fluviatilis, marinus, nudipes, roensis, stejnegeri en vulgaris)
- Lutra lutra meridionalis
- Lutra lutra monticolus
- Lutra lutra nair (= ceylonica en indica)
- Lutra lutra seistanica (= oxiana)
- Lutra lutra whiteleyi (= japonica en nippon)

De otter wordt gerekend tot de orde Carnivora, de familie Mustelidae, de onderfamilie Lutrinae en het geslacht Lutra.

## Voedsel

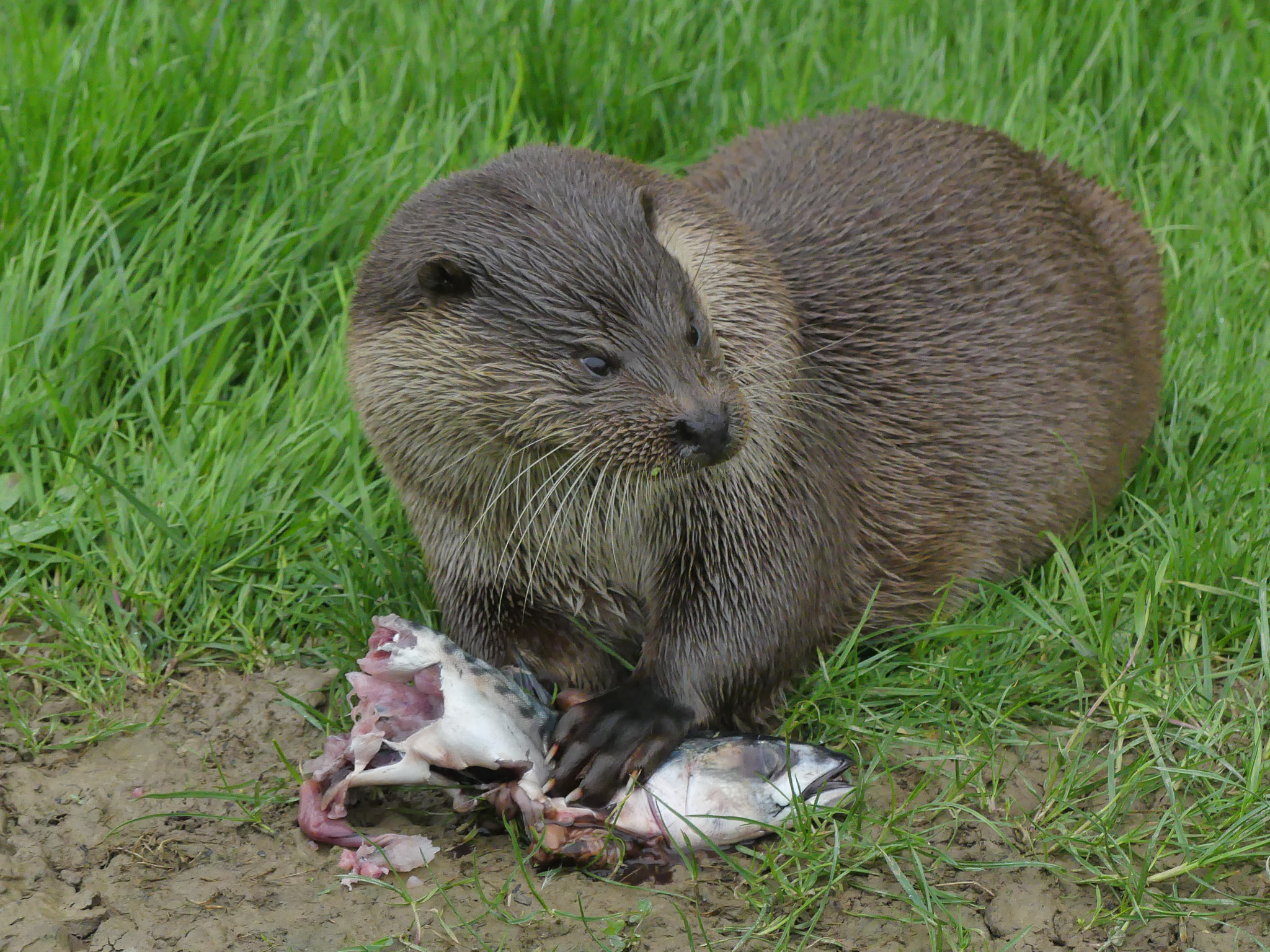
Otter die een zalm eet

Het dieet van de otter bestaat uit vissen, amfibieën, vogels, kleine zoogdieren en ongewervelde waterdieren. De samenstelling van het dieet is echter sterk afhankelijk van de lokale beschikbaarheid van prooien. Noord-Europese otters zijn voornamelijk viseters, terwijl otters die rond de Middellandse Zee leven meer ongewervelde waterdieren en reptielen eten. Langs de Noorse kusten zijn soorten uit de kabeljauwfamilie (17,5%), donderpadden (12,8%) en botervis (12,4%) drie belangrijkste prooien. In de Dee en Don   in Schotland bevatte 95% van de uitwerpselen forel en Atlantische zalm, 12% paling en 12% zoogdieren. Op Shetland zijn puitaal (34%), Noorse en vijfdradige meun (17%) en groene zeedonderpad (14%) de belangrijkste prooisoorten. In Portugal voeden otters zich voornamelijk met naakte slijmvissen, palingen, zeegrondels, kwabalen en lipvissen. In het Nationaal Park Białowieża, Oost-Polen, vormen karpersoorten 49,7% van de prooibiomassa in de lente en zomer en bruine kikkers 65,8% van de prooibiomassa in de herfst en winter. In kleine waterlopen in het zuidwesten van Hongarije eet de otter voornamelijk vis (30-90% van de totale prooibiomassa), gevolgd door amfibieën (3-50%). Vissen worden in de winter meer gegeten dan in de lente, terwijl de consumptie van amfibieën het hoogst is in de winter en het laagst in de lente. In de Ebro bestaat 85-100% van de prooien uit forel en karpers. Forellen worden vaker gevangen boven 500 m en karpers juist beneden 500 m boven zeeniveau. In het zuiden van Portugal varieert het dieet van de otter per seizoen, waarbij rode Amerikaanse rivierkreeft en fruit worden gegeten in het droge seizoen en vis (zonnebaars, Gambusia holbrooki en forelbaars) en amfibieën worden gegeten tijdens het regenseizoen. In het Nationaal park Doñana in Andalusië, komen paling, Gambusia affinis en modderkruipers voor in 94,3% van de uitwerpselen, gevolgd door rode Amerikaanse rivierkreeft (80,3%), insecten (32,3%), amfibieën (28,1%) en reptielen (7,2%). In Marokko eten otters voornamelijk vis (76%), amfibieën (22%) en insecten (8%). In de Jajrood-rivier in Iran voeden otters zich voornamelijk met vis, met een voorkeur voor kopvoorn, gestippelde alver en karpers. Tijdens het koude seizoen worden er meer vogels gegeten en meer insecten tijdens het warme seizoen, hoewel het aandeel geconsumeerde krabben het hele jaar door constant bleef. In Sri Lanka voeden otters zich met zoetwaterkrabben uit het geslacht Potamon (81,2%), vis (37,5%) en kikkers (8,7%). In de Huay Kha Khaeng-rivier in West-Thailand domineren vis (76%), amfibieën (64%) en kleine zoogdieren (11%) het menu. Vissen van 10–15 cm lang hebben de voorkeur. Vrouwtjes die voor de jongen zorgen, brengen grotere prooien terug naar hun jongen en eten zelf kleinere prooien op. De visotter duikt met een zwiep van de staart. Hij vist meestal minder dan 50 m van de kust en in water van minder dan 8 m diep. Prooi wordt één voor één terug naar het wateroppervlak gebracht om verder te eten. Afzonderlijke duiken kunnen anderhalve minuut duren. Een jacht duur meestal ongeveer 15 minuten, afgewisseld met verzorging en rusten.

## Gedrag
Otters kunnen zeven tot acht uur achter elkaar zwemmen, met een gemiddelde snelheid van 1,5 tot 2 kilometer per uur. Otters duiken gemiddeld tien tot veertig seconden onder water.
Otters zijn vooral 's nachts actief en leven voornamelijk solitair. Tijdens het foerageren kunnen ze 3 tot 10 kilometer afleggen. Overdag gebruiken ze beschutte plaatsen als rietbedden, ondergrondse holten en holle bomen als rustplaats. Soms is de ingang van een hol onder water gelegen, het slaapgedeelte is dan voorzien van een luchtgat. De bodem van het slaaphol is bedekt met droog plantaardig nestmateriaal. Een dier gebruikt vaak meerdere vaste rustplaatsen en holen binnen zijn woongebied. Het territorium loopt langs oevers.

## Voortplanting
De voortplanting is afhankelijk van de beschikbaarheid van voedsel. In Zweden, waar 's winters al het water bevroren is, komen de jongen in de lente. Op de Shetlandeilanden worden de jongen in de zomer geboren als er veel vis is.
Dieren van hetzelfde geslacht leven in gescheiden leefgebieden, waarbij het territorium van één man dat van een aantal vrouwtjes overlapt. Hoe groot het leefgebied van een individu is hangt onder meer af van de hoeveelheid beschikbaar voedsel en de dichtheid aan otters.
Otters op het Europese vasteland krijgen meestal jongen in de lente en zomer, maar in principe kunnen ze het hele jaar door jongen krijgen. De gemiddelde leeftijd waarop vrouwtjes voor het eerst jongen krijgen is 2 jaar. Na een draagtijd van 61 tot 63 dagen worden de jongen geboren. De Europese otter kent geen verlengde draagtijd. De grootte van de worp ligt meestal op 2 à 3 jongen, met een maximum van 5 per worp. In gebieden met een hoge sterfte door het verkeer of jacht ligt de gemiddelde worpgrootte hoger dan in gebieden met een lagere druk op de populatie.
Alleen de moeder zorgt voor de jongen. De jongen worden blind geboren en zijn 15 centimeter lang. Als ze 35 dagen oud zijn, openen ze hun ogen. Als ze drie maanden oud zijn, nemen ze hun eerste duik. De zoogtijd duurt gemiddeld 16 weken. Na tien tot twaalf maanden zijn ze onafhankelijk. De dieren zijn gemiddeld na anderhalf tot twee jaar geslachtsrijp. Otters kunnen in gevangenschap 11 tot 15 jaar oud worden. In het wild worden ze zelden zo oud, gemiddeld slechts 3 tot 4 jaar.

## Verspreiding en leefgebied
De otter komt oorspronkelijk in geheel Europa voor (met uitzondering van IJsland en eilanden in de Middellandse Zee), het grootste gedeelte van Azië (van Palestina en Klein-Azië tot Siberië, Japan, Sri Lanka en Indonesië) en in Noordwest-Afrika van Marokko tot Tunesië.
De otter leeft vooral in zoetwatergebieden met voldoende bedekking, als rivieren, meren, kanalen, beken en moerassen. Ook aan de kust komt hij voor, voornamelijk rotskusten en estuaria. In bergen komt hij voor tot op 4210 meter hoogte in Tibet. Otters komen alleen voor in visrijke wateren met voldoende schoon en helder water. Ze hebben als territorium acht tot twaalf kilometer ongestoorde natuurlijke oevers nodig.
Al sinds de middeleeuwen werd veel op otters gejaagd. Sommige grote populaties wisten stand te houden; andere kleinere populaties stierven uit. Destijds was de otterjacht vooral bedoeld voor de rijken. Rond 1900 werd de jacht echter massaal. Vooral vissers zagen hem als een grote concurrent. En ondanks het feit dat een otter maar vier of vijf vissen per dag nodig heeft, geloofde men dat ze hele vijvers en waterlopen zouden leeg vangen. In het Verenigd Koninkrijk werd de jacht meestal met meutes van zo'n twintig honden gehouden; in Nederland waren slechts een paar honden al voldoende. In Vlaanderen werden tot de jaren 60 premies uitgereikt voor elk dood dier. In een bepaalde periode werden in Vlaanderen driehonderd premies uitgereikt. Mogelijk is elke otterfamilie in Vlaanderen toen getroffen geweest. Met de daaropvolgende watervervuiling slonk hun aantal zienderogen.
Door vervuiling, habitatvernietiging, verstoring, verkeer, visnetten en jacht liep het aantal otters in West-Europa achteruit en was de soort zelfs in enkele landen uitgestorven, zoals in Nederland en Zwitserland. Tegenwoordig is de soort weer in opkomst.

## Otter in de Lage Landen

### Nederland

Verspreidingskaart Nederland van waarnemingen tussen 2005 en 2025

Door de moeilijkere leefomstandigheden, zoals het oprukken van de mens, met zijn jacht en auto's, kreeg de otter het moeilijk in Nederland. De leefomstandigheden leidden tot het uitsterven van de otter in 1988. In 1989 werd een otter dood gereden in Friesland; dit was het laatste exemplaar dat in Nederland werd waargenomen. Met deze otter werd de soort datzelfde jaar nog definitief uitgestorven verklaard in Nederland. Er werden vanaf dat moment plannen gemaakt om Nederland weer leefbaar te maken voor otters.
De otter kwam op de Nederlandse Rode lijst en er werden allerlei aanpassingen aan zijn vroegere leefgebied gemaakt om het weer geschikt en veilig te maken voor de soort. In 2002 zijn in de gebieden De Wieden en Nationaal Park de Weerribben (Overijssel) otters uitgezet. In de winter van 2019/2020 waren er in Nederland naar schatting ongeveer 450 otters. Het aantal geregistreerde in het verkeer omgekomen otters bedroeg in 2003 drie en in 2022 159 dieren.

#### Herintroductie
Omdat de otter zeer gevoelig is voor vervuiling van zijn biotoop is hij een goede indicatorsoort van de gezondheid van een biotoop. Door zijn speelse en wispelturige gedrag is het dier een lieveling van het publiek. Er wordt veel moeite gedaan om de otter te herintroduceren. In 2002 werden er een aantal otters uitgezet in de Weerribben. Dit resulteerde in 2004 in de eerste vier in het wild geboren otterjongen. De herintroductie van otters gaat door totdat er minimaal 40 otters in het wild zijn. In 2004 zijn er nogmaals vijf otters uitgezet. Er zijn in De Wieden en de Weerribben nu drie generaties otters aanwezig.
Het herintroductieprogramma stokte gedeeltelijk om een aantal redenen:
- Door verkeerde verdovingsmiddelen vielen er in het begin enkele slachtoffers;
- Een aantal betrokken organisaties is het niet eens met elkaar;
- Verkeer eiste zijn tol;
- Het is alsnog mogelijk dat via normale migratie uit Duitsland Nederland bevolkt wordt met otters.

Of het de goede kant op blijft gaan met de otter is nog af te wachten. Er bestaat gevaar voor inteelt. Uit DNA-onderzoek (van droppings en verkeerslachtoffers) blijkt dat de genetische variatie geringer is dan gewenst. Dit zou kunnen verbeteren door hernieuwde introductie van dieren uit het buitenland. Gezien echter aantoonbare verbindingen met leefgebieden van de otter in Duitsland, mag worden verwacht dat op den duur door contacten en door spontane migratie de genetische diversiteit zal toenemen. Verkeer is nog steeds de voornaamste doodsoorzaak voor de otter. Er zijn relatief veel vrouwtjes aanwezig; omdat de vrouwtjes minder treklustig zijn dan de mannetjes, vallen zij minder als slachtoffer in het verkeer.
Omdat otters grote woongebieden hebben en de dieren veel trekken, is de otter geholpen met goede ecologische verbindingszones. Voor de otter worden loopplanken of wandelpaadjes gemaakt onder bruggen. Op andere plaatsen zijn tunnels onder wegen aangelegd. Deze voorzieningen moeten wel regelmatig onderhouden worden, zodat de dieren ze kunnen vinden en gebruiken.
In november 2019 berichtten de Zoogdiervereniging en de Wageningen Universiteit over de toename van de otter in Nederland. Het herintroductieprogramma bleek vooralsnog succesvol. De otters verspreidden zich steeds meer over het land, met name in de provincies Overijssel, Friesland, Flevoland en Drenthe. Kleinere aantallen werden gesignaleerd in Gelderland, Zuid-Holland, Groningen en Noord-Holland.

#### Waarnemingen
In Friesland is de otter aangetroffen in het Ketelmeer en de Lindedijk. In de provincie Groningen meldde Staatsbosbeheer een otter bij de Ruiten-Aa. In de stad Groningen werd de otter in 2020 nu en dan aangetroffen in de stadsgrachten.
In Overijssel werd de otter, nadat hij zich daar meer dan vijftig jaar niet had laten zien, in januari 2012 weer gesignaleerd in Twentse wateren. In 2012 werd ook een wijfje met jong waargenomen in de Overijsselse Vecht. Ecologen van Landschap Overijssel hebben verder sporen en uitwerpselen van een mannetjesotter gevonden in de Benedenregge, tussen Hankate en de uitmonding in de Vecht. Dat de otter weer in de Regge zwemt, geeft aan dat er voldoende voedsel is en dat de waterkwaliteit voldoet. Ook in het Reevediep bij Kampen komt de otter voor.
In Flevoland is de otter te vinden in de Oostvaardersplassen bij Lelystad. Medewerkers van Natuurmonumenten namen in oktober 2013 otters waar in het Harderbos bij Zeewolde en het Voorsterbos bij Marknesse. Aangenomen wordt dat het Harderbos werd geoccupeerd door otters uit de Oostvaardersplassen en dat otters afkomstig uit De Wieden zich hadden verspreid naar het Voorsterbos.
In Noord-Holland is in 2016 nabij Ankeveen een otter op de wildcamera vastgelegd en zijn er ook later otters gezien in het Naardermeer. In 2021 zijn  in het Naardermeer otters geboren en op IJburg (2021) zijn loopsporen gevonden. In Muiderberg worden regelmatig spraints van otters gevonden. Spraints is de benaming voor de uitwerpselen van de otter, waarmee deze hun territorium markeren.
In Gelderland vonden medewerkers van het waterschap Veluwe in augustus 2011 ten westen van Zutphen uitwerpselen en andere sporen van een otter. Het was volgens het waterschap voor het eerst sinds 1988 dat de aanwezigheid van de otter op de Veluwe weer was aangetoond.
In Zuid-Holland vond men in 2011 in Hazerswoude een doodgereden otter, die daar levend nog niet was gesignaleerd. Eind 2013 werd een otter in de Nieuwkoopse Plassen in dezelfde provincie gezien. Het was de eerste keer sinds dertig jaar dat een levende otter in het Groene Hart werd waargenomen. In februari 2014 kwam op de A12 bij Gouda een otter in het verkeer om het leven.
Half december 2024 werd voor het eerst een otter waargenomen in het Nederlandse duingebied. De otter werd gefilmd in natuurgebied Meijendel.
Op 29 maart 2023 werd er voor het eerst in ruim zestig jaar weer een otter waargenomen in De Biesbosch.
Ook in het Markdal zou ten zuiden van Breda in 2023 een otter zijn gepasseerd, volgens DNA-sporen die in opdracht van waterschap Brabantse Delta zijn onderzocht.

#### Dierentuinen
De otter  wordt in sommige dierentuinen in gevangenschap gehouden.

### België
In Vlaanderen werd de otter na een zoektocht door natuurorganisatie Natuurpunt in 2010 uitgestorven verklaard. In Wallonië werden er in die periode ook geen meer gevonden. Sindsdien werden er sporadisch opnieuw gevonden.
In 2012 werd een otter gespot in een moerasgebied bij de Rupel. Later dat jaar werd ook in Limburg, meer bepaald in natuurgebied Smeetshof, een otter aangetroffen. Mogelijk waren er meerdere.
In juni 2012 maakte een webcam in België meermaals opnames van een otter op slechts enkele meters afstand van de Nederlandse grens bij Weert. De verschijning van de otter hier is waarschijnlijk te danken aan intensieve werkzaamheden in het gebied Kempen-Broek die de natuurlijke habitat van de otter hersteld hebben. Verwacht wordt dat de otter zich via de nabijgelegen eveneens grotendeels in natuurlijke staat teruggebrachte Tungelroyse Beek weer zal verspreiden door Midden-Limburg.
In het najaar van 2012 werd een kadaver van een otter gevonden op de E313 nabij Ranst.
Met cameravallen werden in Willebroek (2012), Bocholt (2012), Lubbeek (2014) en de Zeescheldevallei (2014) eveneens otters waargenomen.
Eind oktober 2017 werd een broedplaats ontdekt in de noordelijke Scheldevallei. Door deze ontdekking wordt van een officiële terugkeer van de otter gesproken.
In april 2020 werd een otter waargenomen in het natuurgebied Het Broek in Blaasveld (tussen Mechelen en Willebroek).
Ook in Wallonië keerde de otter terug. Zo werden in 2022 sporen gevonden van de soort in de streek van de Semois.